# Pomnik poległych 1939–1945 gminy Samsonów
Pomnik poległych 1939–1945 gminy Samsonów – ustawiony w centrum Samsonowa na skrzyżowaniu dróg, nieopodal kamiennego drogowskazu, upamiętnia poległych i pomordowanych mieszkańców gminy Samsonów w latach 1939–1945.
Pomnik obecny kształt przyjął z początkiem lat 60. Sam cokół ustawiono tu już w końcu lat 40. Początkowo pomnik miał postać jednolitego obelisku, zwężającego się ku górze. Uszkodzony, stanął na powrót w formie czworobocznej, kilkustopniowej kolumny. Monument wykończony z czerwonego piaskowca tumlińskiego ma na bokach umieszczone tablice z czarnego granitu z wyrytymi alfabetycznie nazwiskami 170 osób poległych z poszczególnych osad ówczesnej gminy Samsonów.